# Ranville
Ranville er en kommune i Calvados departmentet i Basse-Normandie regionen i det nordvestlige Frankrig. Byen ligger 8 km nord for Caen.

## Historie
Ranville har rødder tilbage til antikken. Romervejen mellem Pont-Audemer og Bayeux passerede gennem kommunen. Rejsende tog en båd ved Ranville til til havnen i Bénouville og fortsatte rejsen. Det var først i det 19. århundrede at færgen blev erstattet med en drejebro.
Der udviklede sig et landbrugsområde i kommunen og det fik navnet Rando, et germansk navn som blev kædet sammen med det latinske villa som betyder en bolig på landet.. Gennem århundrederne udviklede der sig forskellige aktiviteter:
- Brydning af Caen-sten som er en flødefarvet kalksten, der i stort omfang blev eksporteret til England via Orne-floden
- Aktiviteter på floden, såsom fiskeri
- Landbrug

I 1860 besluttede boboerne i Ranville at nedbryde deres kirke. De beholdt kun klokketårnet fra det 11. århundrede som stadig findes og står ved den nye kirke.
Ranville var den første landsby i Frankrig, som blev befriet den 6. juni 1944 af 13. britiske faldskærmsbataljon under ledelse af oberstløjtnant Peter Luard. Château du Heaume, en herregård på en etage fungerede efterfølgende som hovedkvarter for 6. luftbårne division. 

- Patrulje fra 6. luftbårne division holder udkig ved vejskilt ved Ranville, 7. juni 1944
- Ranville i 18. århundrede på kort af Cassini

## Seværdigheder
- Stedet ved broen i Bénouville er mest kendt for Pegasusbroen og krigskirkegården
- Kirken (kloster fra 12. århundrede)
- Le château de Ranville (slot)
- Le château du Hom (slot)
- Le château du Mariquet (slot)
- Herregården fra 16. århundrede i rue de la Grange aux Dimes

## Venskabsbyer
Ranville er venskabsby med :
- Motten, Tyskland (Bayern)
- Petworth, Storbritannien

## Eksterne kilder
- Wikimedia Commons har flere filer relateret til Ranville
- Ranville på l'Institut géographique national Arkiveret 12. juni 2008 hos  Wayback Machine